# Ignacio Martín Fernández
Ignacio Martín Fernández (Castelli (Buenos Aires), 12 januari 1990) is een Argentijns voetballer die doorgaans als middenvelder speelt.

## Clubcarrière
Fernández begon bij Gimnasia La Plata en speelde ook op huurbasis voor Temperley. Sinds 2016 komt hij uit voor River Plate waarmee hij tweemaal de Copa Argentina en de Recopa Sudamericana 2016 won. Per maart 2021 ging hij naar het Braziliaanse Atlético Mineiro.

## Interlandcarrière
Op 13 juni 2017 debuteerde Fernández voor het Argentijns voetbalelftal als invaller na 70 minuten voor Papu Gómez in een vriendschappelijke wedstrijd in en tegen Singapore (0-6).